# اس‌ام‌اس ویتلزباخ
اس‌ام‌اس ویتلزبک (به انگلیسی: SMS Wittelsbach) یک کشتی بود که طول آن ۱۲۶٫۸ متر (۴۱۶ فوت ۰ اینچ) بود. این کشتی در سال ۱۹۰۰ ساخته شد.